# Rukkirahu
Rukkirahu est une île d'Estonie du Väinameri, dans le golfe de Riga.

## Géographie
Elle appartient à Rohuküla dans la (Commune de Ridala). 

## Histoire
Le premier phare y a été construit en 1860 essentiellement pour la voie maritime entre Heltermaa et Rohuküla sur Hiiumaa. Le phare actuel date de 1940.  

## Galerie

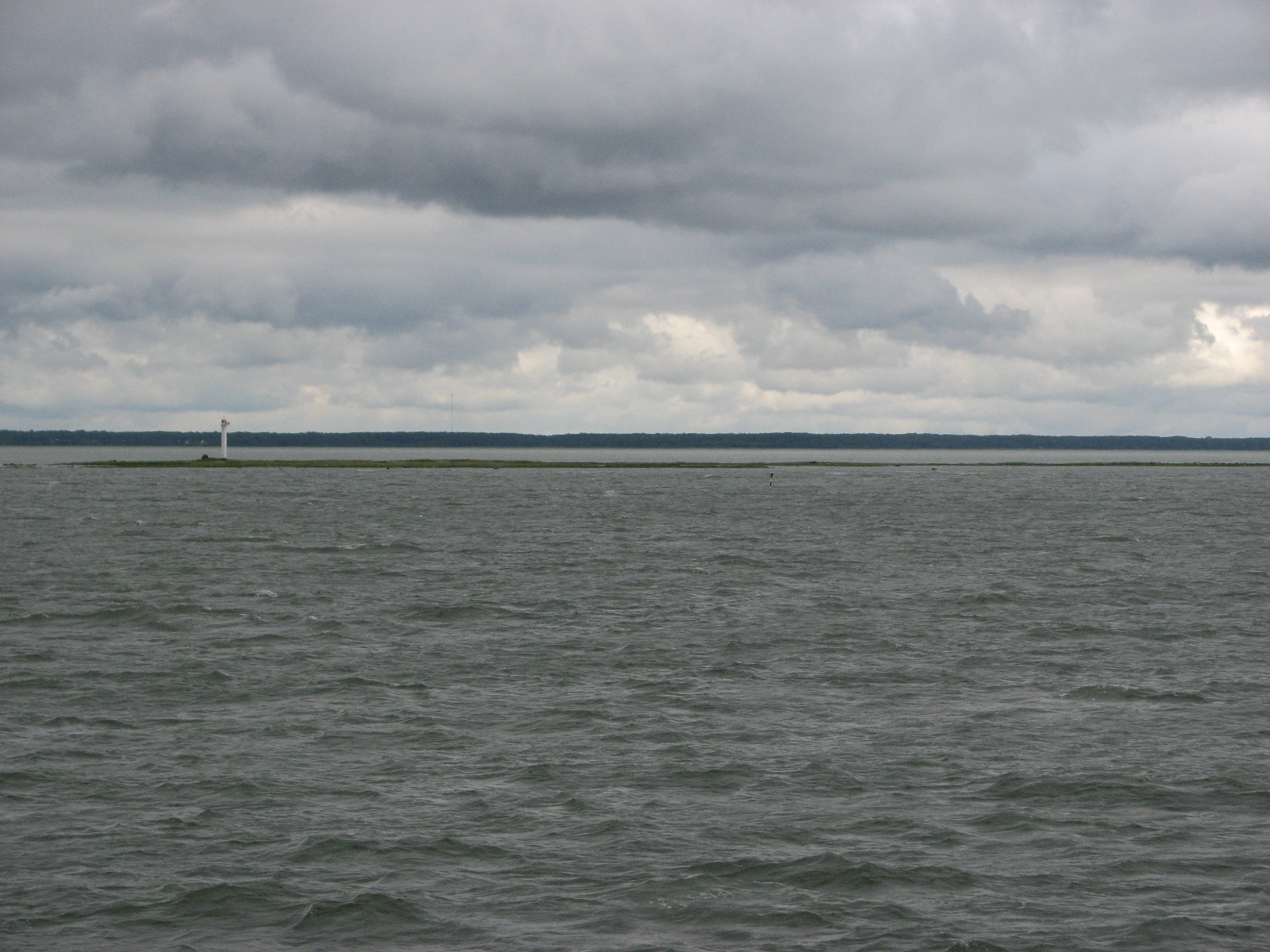
Vue du Nord-Ouest
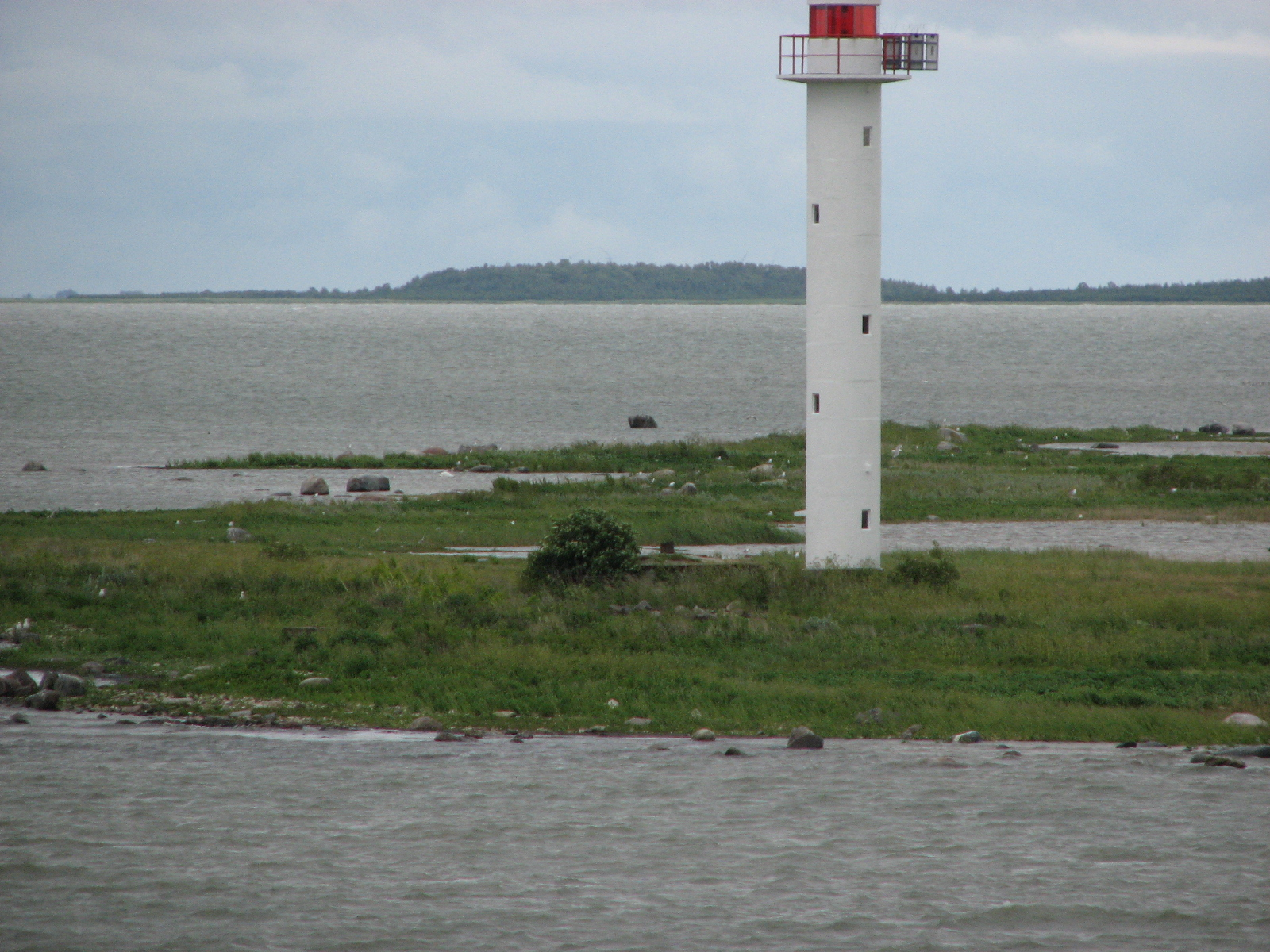
Le phare
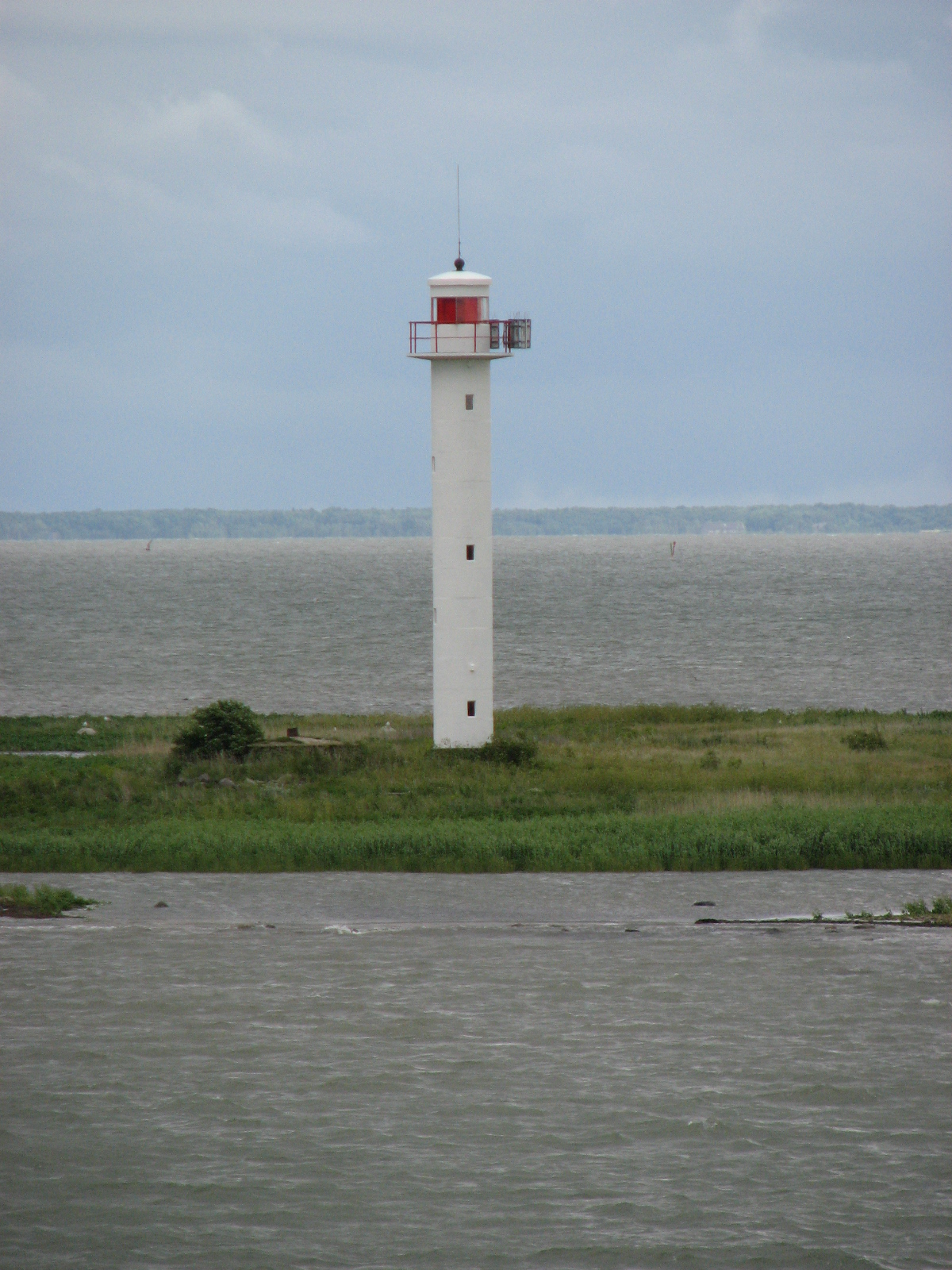
Autre vue du phare